# Lozère
Lozère je francouzský departement ležící v regionu Okcitánie. Název je odvozen od pohoří Lozère. Hlavní město je Mende.

## Historie
Lozère je jedním z 83 původních departementů, založených během francouzské revoluce roku 1790.

## Geografie

Mapa

## Nejvýznamnější města

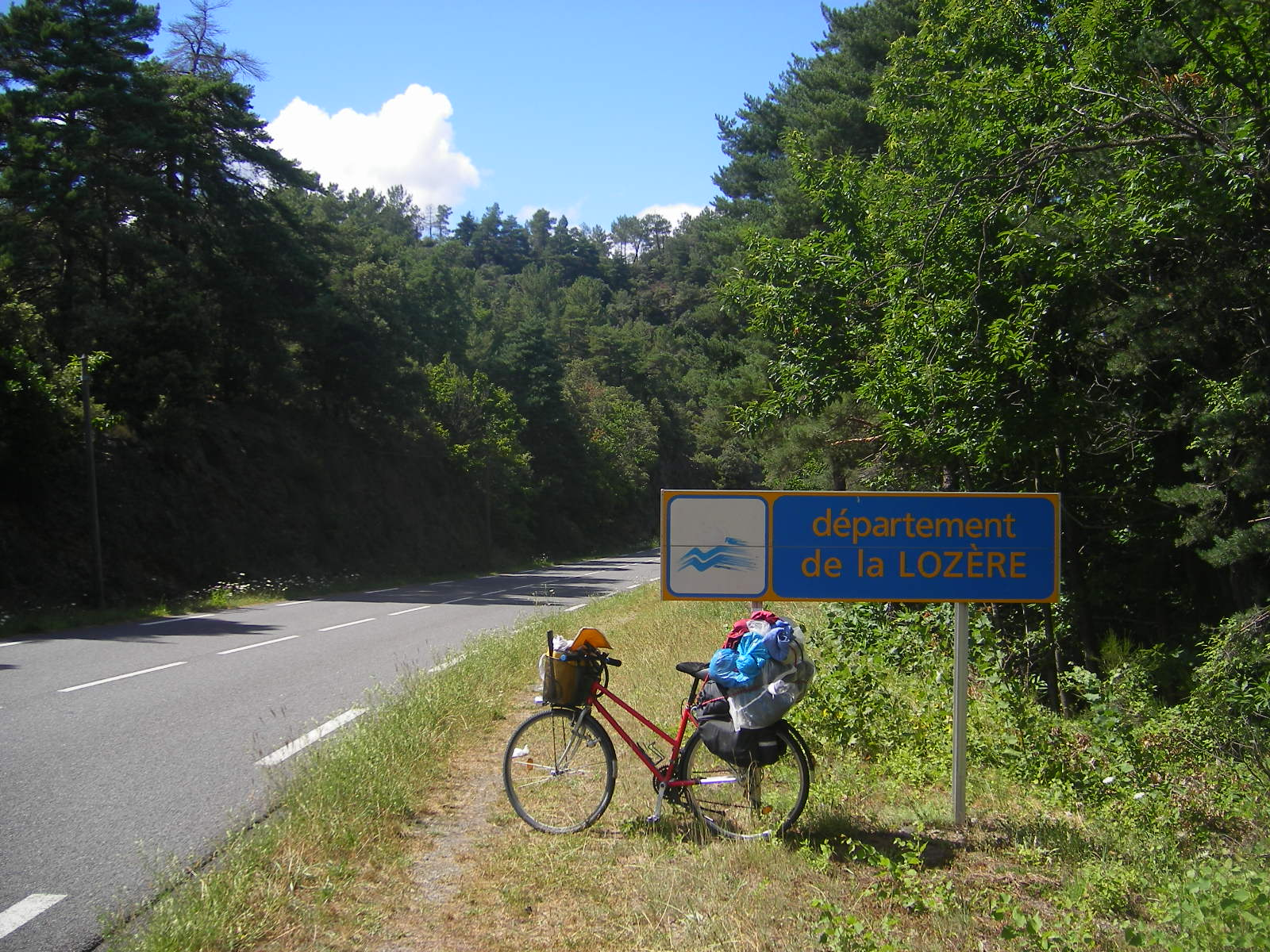
Hranice departementu

- Mende
- Saint-Chély-d'Apcher
- Marvejols

## Historie
Lozère je jedním z 83 departementů vytvořených během Francouzské revoluce 4. března 1790 aplikací zákona z 22. prosince 1789.

## Osobnosti spjaté s departementem Lozère
- Guy de Chauliac (~1300–1368), lékař
- Guillaume de Grimoard (1310–1370), zvolen jako papež Urban V. v roce 1362
- Jean-Antoine Chaptal (1756–1832), politik